# Tribunal eclesiástico

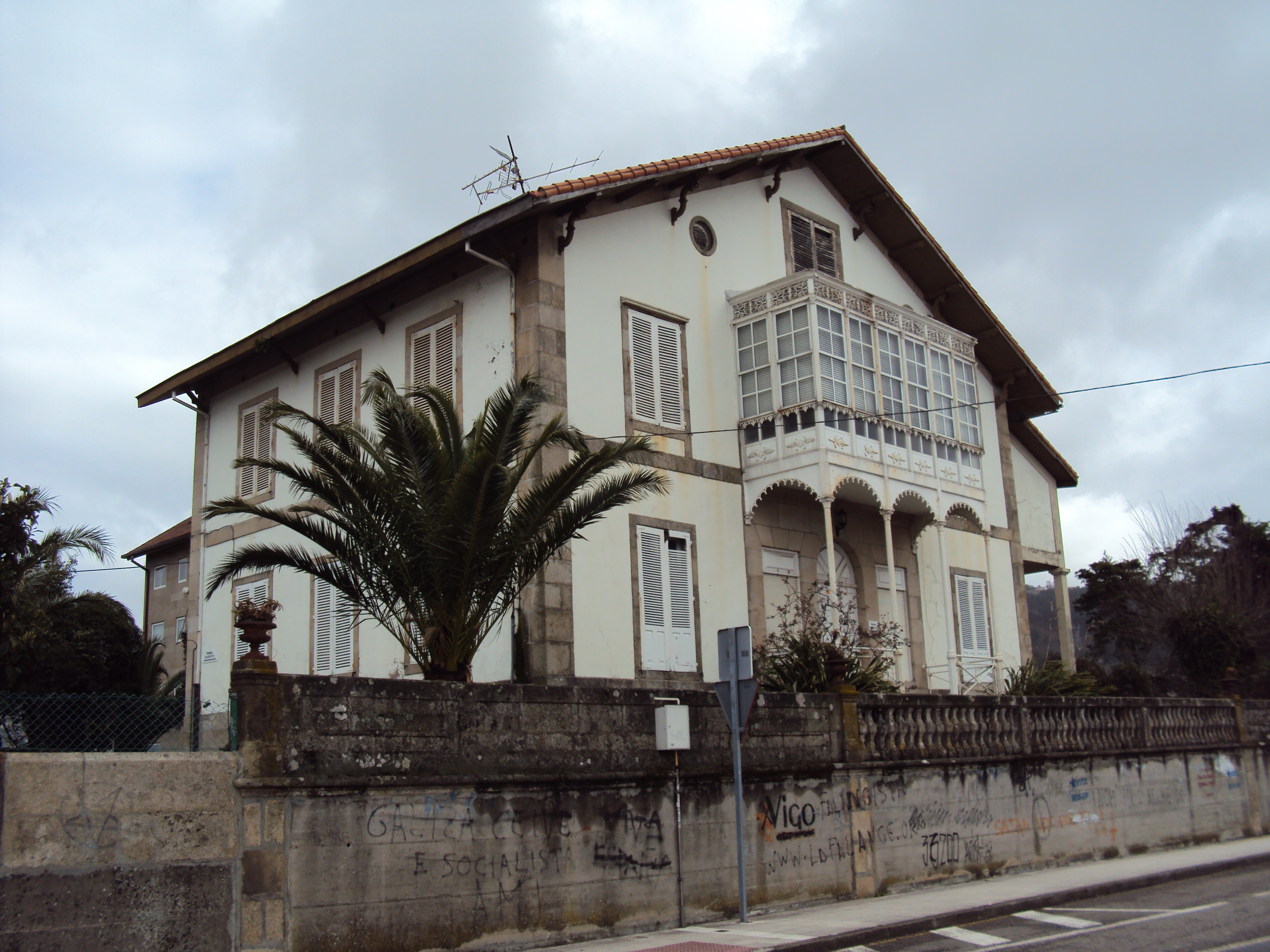
Sede del Tribunal Eclesiástico de la Diócesis de Tuy-Vigo.

Tribunal eclesiástico se refiere a un organismo judicial que resuelve casos relativos a materias espirituales o religiosas.

## Iglesia Católica
En la Iglesia católica, los tribunales eclesiásticos son organismos jurídicos donde se juzga con derecho propio y exclusivo las causas que se refieren a cosas espirituales, o relacionadas con ellas, así como la violación de las leyes eclesiásticas y todo aquello que contenga razón de pecado, por lo que se refiere a la determinación de la culpa y a la imposición de penas eclesiásticas. En cada diócesis y para todas las causas, exceptuadas aquellas señaladas expresamente por el Derecho Canónico, el juez de primera instancia es el obispo, quien puede ejercer ésta potestad por sí mismo o por medio de otros. Precisamente el Tribunal Eclesiástico es el órgano que ayuda al obispo en esta misión.
En los inicios de la Iglesia, los obispos asumieron personalmente la función judicial para resolver conflictos entre cristianos, o entre fieles y la propia Iglesia. Pero a partir del siglo IV, cuando la vida eclesial se fue complicando y los obispos estaban más ocupados, poco a poco empezaron a compartir la función judicial con unos jueces ayudantes (la episcopalis audientia), hasta que finalmente les confiaron completamente esta función para dictar justicia en nombre del propio obispo. Habían nacido los tribunales eclesiásticos.
En la actualidad, el derecho canónico preceptúa que el obispo diocesano es el juez nato en su diócesis, pero que debe nombrar un vicario judicial que ejerza ordinariamente de juez en su nombre (cc. 1419-1420). Este vicario judicial, con el resto de los jueces y oficiales, constituyen el Tribunal Eclesiástico Diocesano.
El Tribunal Eclesiástico Diocesano juzga los procesos en primera instancia, y contra sus sentencias se puede presentar recurso de apelación en segunda instancia ante el Tribunal eclesiástico metropolitano (que es el Tribunal de la archidiócesis, aquella diócesis regida por un arzobispo y que agrupa en una provincia eclesiástica un conjunto de diócesis sufragáneas). Contra la sentencia de segunda instancia se puede recurrir en apelación a la Santa Sede, en concreto al Tribunal Apostólico de la Rota Romana (que juzga en nombre del papa).
Por una disposición vigente desde el siglo XVI, España cuenta con un Tribunal de la Rota propio en la Nunciatura Apostólica en Madrid.